# Claudia Wunderlich
Claudia Wunderlich, född den 16 februari 1956 i Halberstadt, Östtyskland, är en före detta östtysk handbollsspelare. Wunderlich spelade för DDR:s damlandslag i handboll som vann VM-guld 1978 och OS-brons i Moskva 1980. 

## Karriär

### Klubblag
Claudia Wunderlich spelade för SC Magdeburg och med klubben van hon Östtyska mästerskapet 1981. Hon spelade som kantspelare. 1983 nådde klubben finalen i Cupvinnarcupen. I den första matchen besegrade SC Magdeburg det jugoslaviska laget RK Osijek med sex mål, 27-21. I den andra matchen, i Osijek, vann den jugoslaviska klubben med 25-19 och vann trofén, eftersom de gjorde fler mål på bortaplan.

### Landslag
Claudia Wunderlich gjorde sin landslagsdebut för DDR:s landslag 1976 i en match mot Norge som Östtyskland vann med 17-8 och Wunderlich gjorde 4 mål.  Hon vann guldmedalj vid VM 1978 med DDR-laget.  Två år senare vann hon OS-brons i damernas turnering i samband med de olympiska handbollstävlingarna 1980 i Moskva.. Hon spelade också vid VM 1982 och slutade då med Östtyskland på 4:e plats.  Wunderlich spelade 149 matcher för DDR, och gjorde 233 mål. Hennes största merit blev guldet i världsmästerskapet i handboll för damer 1978.

## Individuella utmärkelser
- Patriotiska förtjänstorden i brons 1979 [11]
- Patriotiska förtjänstorden i silver 1984 [12]